# Açma

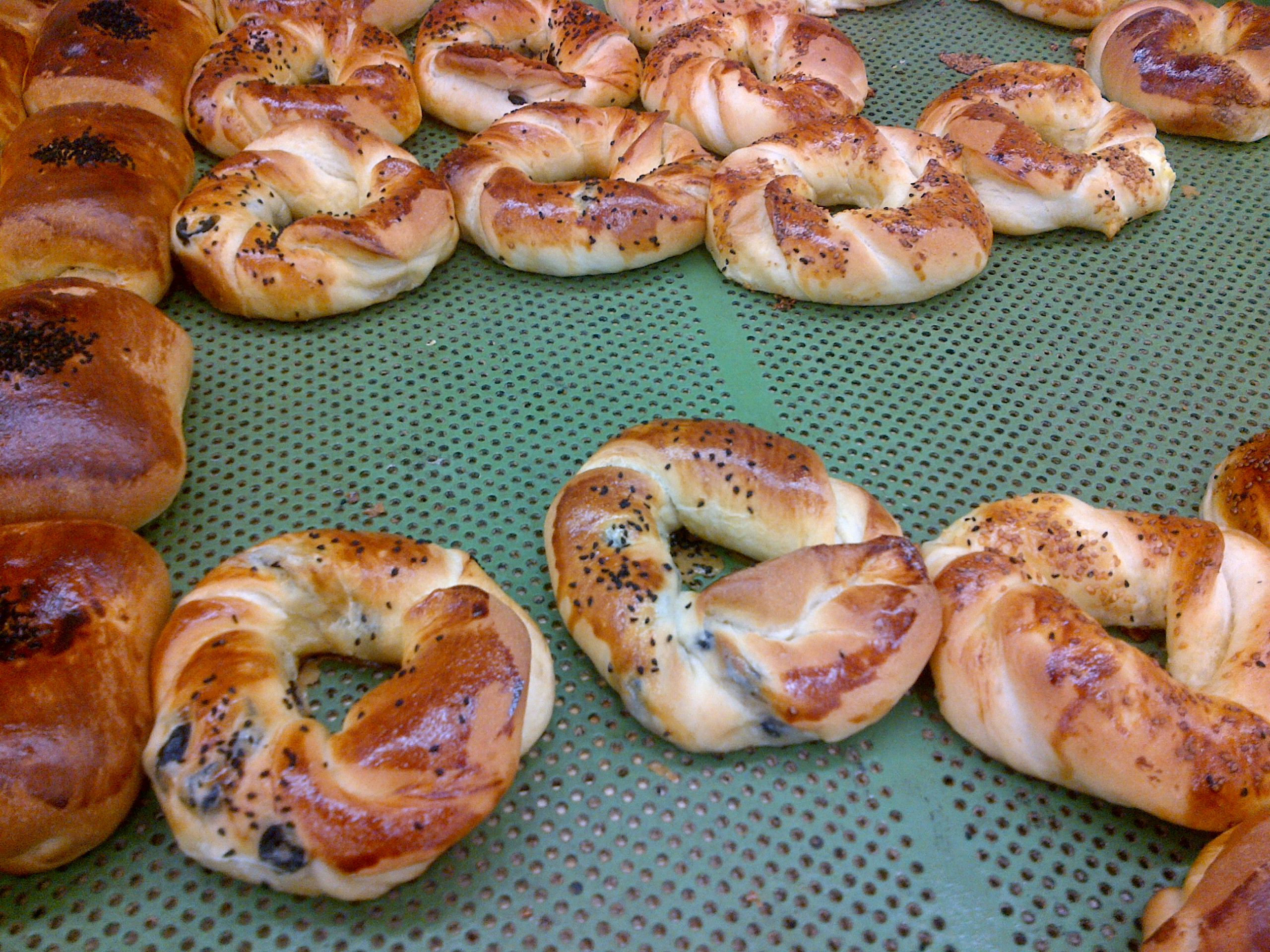
Açma(s) con aceitunas.

Açma es una variante de los bollos ni dulces ni saladas en la cocina turca. Tal como sus competitores simit y poğaça, se combina muy bien con un té, y es una comida callejera por excelencia.
Açma se caracteriza con el uso de mantequilla (u otras grasas o aceites) en su masa que resulta muy suave y esponjosa. Generalmente se adorna con semillas de nigella (çörekotu), o, en ocasiones, de haşhaş.

## Enlaces externos

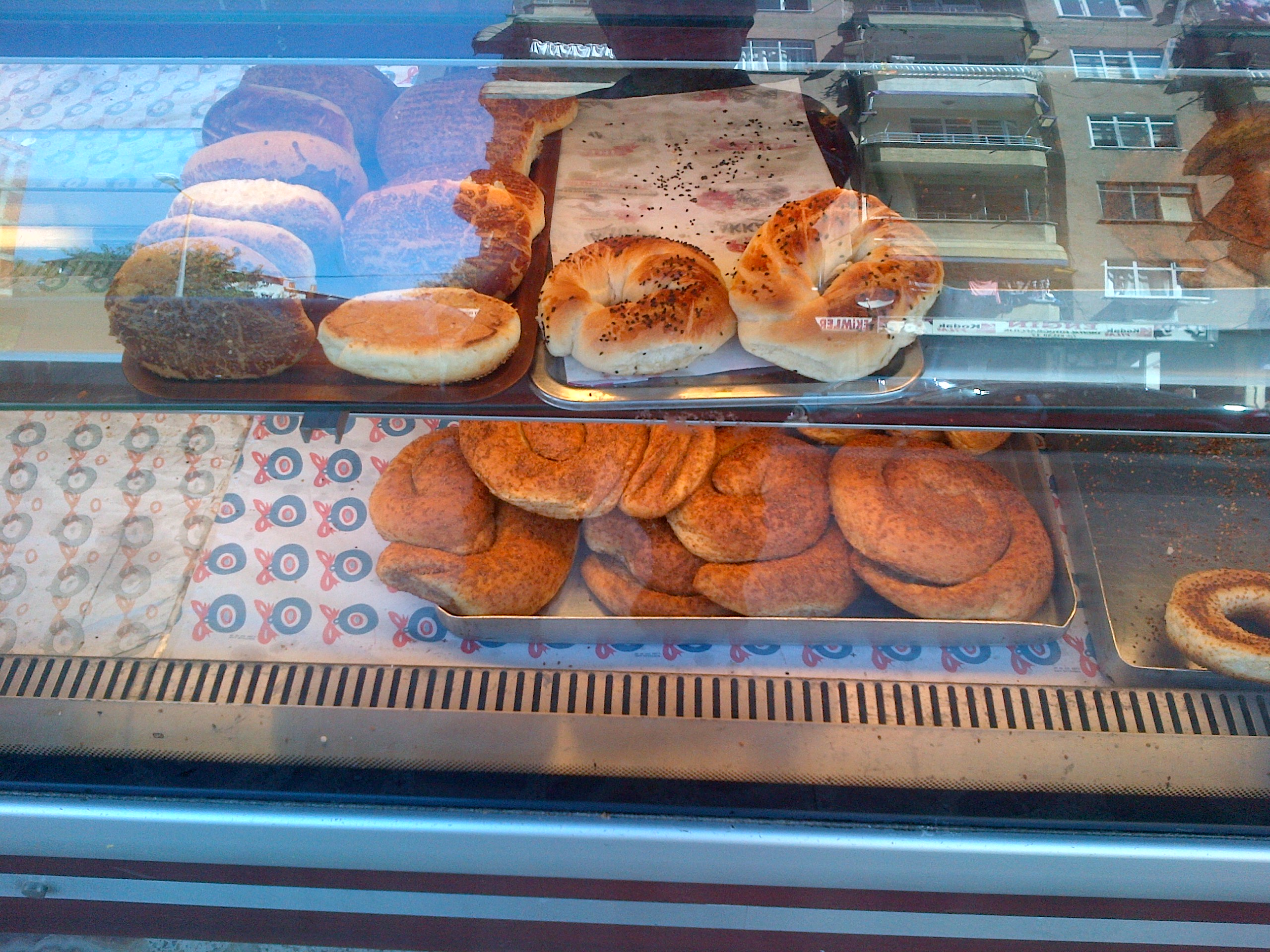
Açma (léase "achmá") son las roscas de arriba, junto a las poğaça y encima de los çörek.